# 圣马丹莱朗格勒
圣马丹莱朗格勒（法語：Saint-Martin-lès-Langres，法語發音：[sɛ̃ maʁtɛ̃ lɛ lɑ̃ɡʁ]，意为“朗格勒附近的圣马丹”）是法国上马恩省的一个市镇，位于该省南部，属于朗格勒区。该市镇总面积3.64平方公里，2009年时的人口为87人。

## 人口
圣马丹莱朗格勒人口变化图示